# Читатель и писатель
Читатель и писатель — еженедельник литературы и искусства. «Читатель и писатель» начинает издаваться с 1 декабря 1927 года. Последний номер был от 23 декабря 1928 года. Первым редактором был С. Ф. Васильченко, с № 36 — Я. Д. Янсон. Еженедельник был посвящён преимущественно литературе и литературной критике. Советская власть решила, что еженедельник неправильно отражает жизнь пролетарской литературы в СССР и издание было закрыто. После закрытия «Читатель и писатель» литературную жизнь СССР освещала издаваемая с апреля 1929 Федерацией писателей «Литературная газета»